# 多良川
株式会社多良川（たらがわ）は、沖縄県宮古島市城辺字砂川に本社を置き、泡盛を製造・販売する酒造メーカー。「多良川」の名前は、仕込み水として使用している伏流水「タラガー」に由来する。
「古酒 琉球王朝」や「多良川ブラウン」などの商品に代表される酒造所。また、業界初のアルミ缶入り泡盛「OH!CAN」や、クラシック音楽を聴かせて熟成させた「ももこ」などの個性的な商品も販売している。

## 沿革
- 1948年（昭和23年） - 沖縄県宮古郡城辺町字砂川にて多良川酒造所として創業。
- 1980年（昭和55年） - 有限会社多良川酒造所へ改組。
- 1986年（昭和61年） - 「古酒 琉球王朝」発売。
- 1992年（平成4年） - 株式会社多良川へ改組。
- 1994年（平成6年） - クラシック音楽を聴かせた「ももこ」発売。
- 2008年（平成20年） - 創業60周年を迎える。
- 2008年（平成20年） - 「特選古酒 琉球王朝」がモンドセレクション最高金賞授賞。

## 主な商品
- 古酒 琉球王朝
- 特選古酒 琉球王朝
- 長期熟成古酒 久遠
- 多良川ブラウン
- 古酒 ももこ
- のみ頃 ひやさっさ!

## 所在地
- 沖縄県宮古島市城辺字砂川85番地